# Hôtel de Ballore
L'hôtel de Ballore est un hôtel particulier situé à Moulins, dans l'Allier, en France. Il a été édifié au XVIIe siècle. 

## Histoire
L'hôtel de Ballore est construit à Moulins aux XVIIe et XVIIIe siècles. Il est acquis le 19 juin 1759 par Jacques Imbert de Balorre, conseiller en la sénéchaussée de Bourbonnais et siège présidial de Moulins, qui lui donne son nom. Jacques Imbert de Balorre est exécuté à Lyon le 31 décembre 1793, ses biens sont confisqués, mais l'hôtel est racheté par sa veuve.
Cet édifice est inscrit aux Monuments historiques le 18 août 1988, pour sa bibliothèque, son escalier et sa cheminée.
Situé 16 cours Anatole-France, il est propriété privée.

## Particularités architecturales

### La cour intérieure
La cour intérieure de l'hôtel, aujourd'hui privée, est caractéristique de celles de Moulins (Allier) à cette époque. La cour est divisée en plusieurs parties : d'abord sous le porche, une première partie, puis une cour basse et quatre marches laissent découvrir la cour haute. 
Dans cette cour, on retrouve les façades en briques polychromes d'alternance noires et rouges encadrées par des pierres de chaînage.

### La bibliothèque
Particularité de cette hôtel particulier, la bibliothèque est une des seules de cette période et de cette taille à Moulins. 
Elle conserve ses boiseries et son parquet d'origine et comporte une cheminée en marbre gris, avec un trumeau complétant la décoration.